# Seesaw
Seesaw (stylizováno jako SEESAW) je japonské rockové duo založené v roce 2020, které tvoří bývalý vokalista skupiny Vivid Shin (stylizováno jako SHIN) a bývalý kytarista skupiny Nightmare Sakito. Název dua odkazuje na iniciály jeho členů. Jeho vydavatelstvím je nezávislé vydavatelství littleHEARTS.Music.

## Historie
Shin navrhl Sakitovi založit společný projekt v návaznosti na koncert, který spolu odehráli v roce 2019. V té době na scéně oba působili jako sóloví hudebníci; Sakito vystupoval pod jménem Jakigan Meister. První koncert názvem [scene:00] odehráli 25. prosince 2020 v šindžuckém podniku Šindžuku BLAZE. Na vizuální stránce projektu se podílel fotograf Haseo. Svůj první singl „Dangan Alert“ (弾丸アラート) vydali 21. dubna 2021. 1. července 2021 vydali druhý singl „Like a Magic“. Své první album Barrage vydali 2. února 2022. K dispozici bylo ve dvou edicích; limitovaná edice (označovaná jako typ A) obsahovala dvě bonusová DVD s videozáznamem z koncertu [scene:02] a dokumentárníem film, zatímco standardní edice (typ B) obsahovala bonusovou skladbu „Ičibanboši“ (イチバンボシ ).

## Členové
| Jméno            | Historie | Nástroj                   |
| ---------------- | --- | ------------------------- |
| Shin (シン, Šin) | - Akihabara šónen Scouts ☆ Dennó Romeo (2006–2008) - Rhyolite (2008–2009) - Vivid (2009–2015) - Shin (sólový projekt) (2016–současnost) - Seesaw (2020–současnost) | vokály, kytara            |
| Sakito (サキト)  | - Nightmare (2000–2016, 2020–současnost) - Jakigan Meister (sólový projekt) (2017–současnost) - Seesaw (2020–současnost)                                           | kytara, doprovodné vokály |

## Diskografie

### Singly
| Datum vydání     | Název                         | Vydavatel          | Formát               | Katalogové číslo    | Nejvyšší umístění (Oricon) | Album   | Reference   |
| ---------------- | ----------------------------- | ------------------ | -------------------- | ------------------- | -------------------------- | ------- | ----------- |
| 21. dubna 2021   | „Dangan Alert“ (弾丸アラート) | littleHEARTS.Music | CD+DVD CD            | LHMH-1015 LHMH-1015 | 32.                        | Barrage | [ 6 ] [ 7 ] |
| 1. července 2021 | „Like a Magic“                | littleHEARTS.Music | Digitální distribuce | –                   | –                          | Barrage | [ 8 ]       |

### Alba
| Datum vydání  | Název   | Vydavatel          | Formát    | Katalogové číslo    | Nejvyšší umístění (Oricon) | Reference         |
| ------------- | ------- | ------------------ | --------- | ------------------- | -------------------------- | ----------------- |
| 2. února 2022 | Barrage | littleHEARTS.Music | CD CD+DVD | LHMH-2014 LHMH-2015 | 56                         | [ 9 ] [ 4 ] [ 5 ] |

## Koncerty
| Druh           | Datum konání      | Název                                               | Místo konání                                                       | Reference |
| -------------- | ----------------- | --------------------------------------------------- | ------------------------------------------------------------------ | --------- |
| Sólový koncert | 25. prosince 2020 | [scene:00]                                          | Šindžuku BLAZE (Tokio)                                             |           |
| Sólový koncert | 13. února 2021    | [scene:01]                                          | Club Citta' (prefektura Kanagawa), simultánní živý přenos na Zaiko | [ 10 ]    |
| Sólový koncert | 18. dubna 2021    | [scene:02]                                          | Line Cube Šibuja (Tokio)                                           | [ 11 ]    |
| Sólový koncert | 4. července 2021  | LIXVE presents. SEESAW Special Showcase [Milky Way] | Zepp DiverCity (Tokio)                                             |           |